# Ratzendorf (Feuchtwangen)
Ratzendorf ist ein Gemeindeteil der Stadt Feuchtwangen im Landkreis Ansbach (Mittelfranken, Bayern). Ratzendorf liegt in der Gemarkung Breitenau.

## Geografie
Der Weiler liegt im linken Ufer der Wörnitz in einer flachhügeligen Ebene, die aus Grün- und Ackerland besteht, im Westen Wörnitzfeld genannt und im Osten Rothenbergfeld. 1 km im Osten befindet sich der Rothenberg (512 m ü. NHN) und der Fritzenberg (511 m ü. NHN), beides Erhebungen der Sulzrandhöhen, einem Abschnitt der Frankenhöhe. Eine Gemeindeverbindungsstraße führt nach Zischendorf (0,8 km südlich) bzw. zur Staatsstraße 2419 (1,5 km nordöstlich).

## Geschichte
Ratzendorf lag im Fraischbezirk des ansbachischen Oberamtes Feuchtwangen. Im Jahr 1732 bestand der Ort aus 8 Anwesen und 1 Gemeindehirtenhaus. Die Dorf- und Gemeindeherrschaft hatte das Klosterverwalteramt Sulz. Grundherren waren das Klosterverwalteramt Sulz (6 Anwesen), der Deutsche Orden (1 Anwesen) und die Reichsstadt Rothenburg (1 Anwesen). An diesen Verhältnissen änderte sich bis zum Ende des Alten Reichs nichts. Von 1797 bis 1808 unterstand der Ort dem Justiz- und Kammeramt Feuchtwangen.
Mit dem Gemeindeedikt (frühes 19. Jahrhundert) wurde Ratzendorf dem Steuerdistrikt und der Ruralgemeinde Breitenau zugeordnet. Im Zuge der Gebietsreform in Bayern wurde Ratzendorf am 1. Januar 1972 nach Feuchtwangen eingemeindet.

## Einwohnerentwicklung
| Jahr      | 001818 | 001840 | 001861 | 001871 | 001885 | 001900 | 001925 | 001950 | 001961 | 001970 | 001987 |
| Einwohner | 52     | 62     | 53     | 65     | 73     | 69     | 53     | 45     | 45     | 40     | 30     |
| Häuser    | 11     | 10     |        |        | 13     | 13     | 9      | 10     | 10     |        | 9      |
| Quelle    | [ 10 ] | [ 11 ] | [ 12 ] | [ 13 ] | [ 14 ] | [ 15 ] | [ 16 ] | [ 17 ] | [ 18 ] | [ 19 ] | [ 1 ]  |

## Religion
Der Ort ist seit der Reformation evangelisch-lutherisch geprägt und bis heute nach St. Stephan (Breitenau) gepfarrt. Die Einwohner römisch-katholischer Konfession sind nach St. Ulrich und Afra (Feuchtwangen) gepfarrt.